# Pandroso
Das Dorf Pandroso (griechisch Πάνδροσο (n. sg.)) im Zentrum der griechischen Insel Samos gelegen, bildet gleichzeitig die Ortsgemeinschaft Pandroso (Τοπική Κοινότητα Πανδρόσου) im Gemeindebezirk Pythagorio.

## Lage
Pandroso liegt auf der Südseite des Ambelos-Gebirges, östlich etwas oberhalb vom Mesogio in über 600 Meter Höhe und ist damit das höchstgelegene Dorf der Insel. Angrenzende Ortsgemeinschaften Pandrosos (Τοπική Κοινότητα Πανδρόσου) sind im Norden Vourliotes des Gemeindebezirks Vathy im Osten Mavratzei, im Süden Koumaradei im Westen Pyrgos und Mesogio.

## Geschichte
Gegründet wurde das Dorf vermutlich mit der Wiederbesiedelung von Samos im Jahr 1562. Das erste schriftliche Zeugnis stammt von 1677. Wegen der fremdartigen Sprache bezeichneten die Bewohner der Nachbardörfer die Dörfer Pandroso und auch Mesogio sowie deren Einwohner als Arnaouts oder Arvanites (Αρβανίτες ‚Albaner'). Als Herkunftsort wurde damals Attika angenommen, später aufgrund der sprachlichen Ähnlichkeit die Kykladeninsel Tinos. Wegen der Reblauskatastrophe im späten 19. Jahrhundert und dem Verlust der Lebensgrundlage waren viele Einwohner gezwungen die Insel zu verlassen und nach Amerika, Australien und Europa auszuwandern.
Als Kinotita Ano Arvaniton (Κοινότητα Άνω Αρβανιτών) bildete das Dorf seit 1918 eine selbstständige Landgemeinde. Die offizielle Umbenennung von Ano Arvanite (Άνω Αρβανίται „Ober Arvanite“) zu Pandroso erfolgte 1960. Die Umsetzung der Gemeindereform nach dem Kapodistrias-Programm im Jahr 1997 führte zur Eingliederung in die Gemeinde Pythagorio. Mit der Verwaltungsreform 2010 wurden die ehemaligen Gemeinden der Insel zur neu geschaffenen Gemeinde Samos (Dimos Samou Δήμος Σάμου) fusioniert. Seither führt Pandroso den Status einer Ortsgemeinschaft (Τοπική Κοινότητα).
Einwohnerentwicklung von Pandroso
| 1913 | 1920 | 1928 | 1940 | 1951 | 1961 | 1971 | 1981 | 1991 | 2001 | 2011 |
| ---- | ---- | ---- | ---- | ---- | ---- | ---- | ---- | ---- | ---- | ---- |
| 615  | 622  | 638  | 661  | 544  | 504  | 361  | 262  | 179  | 166  | 110  |